# Жан Едуар Вюяр
Жан Едуа́р Вюя́р (фр. Jean Édouard Vuillard; 11 листопада 1868, Кюїзо, департамент Сона і Луара, Бургундія — 21 червня 1940, Ла-Боле, департамент Луара, Бретань) — французький художник, представник символізму й модерну. Працював в області інтимного побутового жанру, портрета, пейзажу, натюрморту, створював декоративні панно, літографії, ілюстрації. Відомий своїми зображеннями сцен інтимного інтер'єру.

## Життєпис
Жан Едуар Вюяр народився в місті Кюїзо, що знаходиться в департаменті Сона і Луара, у передгір'ях Юри, недалеко від швейцарського кордону 11 листопада 1868 року. Його батько, Оноре Вюяр, був відставним штабс-капітаном морської піхоти, але колись вивчав живопис у Парижі. 
З раннього дитинства на Едуара головним чином впливали жінки — матір, бабуся та старша сестра. А його старший брат Александр вибрав військову кар'єру, і рано покинув дім. Едуар залишився в сім'ї, і разом з нею переїхав до Парижа у 1878 році. Мати була кравчинею і трохи модисткою, і тому з ранніх років Едуара оточувало багато тканин і нарядів. Це йому подобалося. Він був тихим, але іноді його переповнювали емоції, які вимагали творчого виходу, тому він віддав перевагу мистецтву. Коли Вюярові виповнилося вісімнадцять років, він вступив до паризької школи витончених мистецтв і академії Р. Жюльєна в Парижі. У 1892 році він разом Кер-Ксав'є Русселем і Морісом Дені у двадцять чотири роки створив групу «Набі», і почав співпрацювати з журналом символістів «Ревю Бланш» (La Revue Blanche). Вюяр подовгу жив у Нормандії і Бретані. Також Вюяр багато
подорожував, вивчав мистецтво в різних містах Європи — Венеції, Флоренції, Мілані, Лондоні. Їздив до Іспанії. Помер у Бретані, на початку Другої світової війни 21 червня 1940 року в Ла-Болі (департамент Луара).

## Творчість
На ранню творчість Вюяра значно вплинула голландська школа живопису сімнадцятого століття. Особливо сильно на нього вплинула робота Шардена «Склянка води та лимон», написана в 1888–1890 роках. Далі Жан Едуар Вюяр все більше йшов у напрямку імпресіонізму та його найяскравіших представників Тулуз-Лотрека та Гогена, а також зазнав вплив японської гравюри. Типовим прикладом того періоду є тяга до «інтімізму» — створення фігур з елементами інтер'єру, де підкреслювалася важливість фону і в той же час, затінювалися персонажі. Характерна тяга до м'яких, трохи приглушених тонів або півтонів, поєднувалася з невеликими вставками чорних і темних кольорів, особливо яскраво це було виражене в його інтер'єрах і зображеннях садів. Мистецтву Вюяра притаманна свіжа безпосередність сприйняття повсякденного життя, тонка емоційність, колірна і ритмічна виразність силуетів, вишукана гармонія матових, ніби вібруючих фарб та перехідних відтінків. Як і інші художники групи «Набі» Вюяр вже на початку 80-х років XIX століття був пов'язаний з оточенням символістів і новаторів в поезії, театрі та мистецтві журналу «Ревю Бланш», який редагували вихідці з Польщі брати Натансон. Музою Вюяра і героїнею багатьох його картин стала Міся Годебська, дружина молодшого з братів Натансос — Тадеуша. 
У 1890-ті роки Вюяр оформляє інтер'єри і створює панно, на яких зображує сади і парки. Але він займався не лише тематикою садів і інтер'єрів, а й охоче звертався до пастелі, захоплено працював у сфері настінного живопису, створював також барвисті і колоритні арабески. Серія «Сади» (1894 рік) створена для декорації вітальні Александра Натансона, стає поворотним моментом у його творчості. Вюяру вдається за допомогою спеціальної клейкої фарби створити ефект матовості так, що полотно нагадує фреску. Особливе місце займають його панно, зроблене у 1913 році для фоє театру в Парижі (на Єлисейських полях) та розпис в Пале-Шайо (1937 рік). Найтиповіші роботи Вюяра вирішені в дусі «інтімізма»: це інтер'єрні сцени з фігурами, їх нерозривна єдність з фоном, де навмисна невиразність персонажів посилює таємничу чарівність цих образів. Після 1900 року, коли група «Набі» розпалася, Вюяр пішов від своїх новацій в чистий імпресіонізм. Вюяр працював у живописі, а також він став автором гравюр і естампів. Перші виставки Вюяра були у 1901 році в Салоні «Independants» і у 1903 році в Осінньому салоні. 
Після Першої світової війни в його творчості домінують, головним чином, жіночі портрети. Одночасно Вюяр працював над портретами представників процвітаючих французьких буржуа, так він заробляв на життя. Також виступав як сценограф (зокрема, співпрацював в кінці 1910-х — початку 1920-х років з антрепризою Дягілєва). У цей час він інтенсивно працює і над театральними декораціями. Серед його характерних станкових творів — «У ліжку» (1891, Національний музей сучасного мистецтва, Париж), «В кімнаті» (1893, Ермітаж, Санкт-Петербург), цикл «Сади Парижа» (1894, Національний музей сучасного мистецтва, Париж), «Подружнє життя» (близько 1900, приватне зібрання, Париж), «Пані Натансон за вишиванням на веранді» (1913, Музей д'Орсе, Париж). Його найвідомішими творами також є: «Автопортрет» (1889), «Кравчихи» (1890), «Дама в синьому» (1890), «Під лампою» (1892), «Жовта завіса»(1893), «На дивані» та ін.. У портретах, пейзажах, інтимних побутових картинах, декоративних панно Вюяр поєднував символізм з підкресленою декоративністю форм, площинним трактуванням простору, тонкою емоційністю і вишуканою гармонією фарб, прагненням (особливо в пізній період) до інтимності образів. Вюяр — витончений колорист, його палітра багата і різноманітна, фарби ніби мерехтять, переливаються, утворюючи колірні гармонії. Його роботи спокійні і солідні. Всього він створив понад 3000 картин.